# Friedrich Karl Gramsch
Friedrich Karl Feodor Oskar Gramsch (né le 2 mai 1860 à Züllichau, province de Brandebourg et mort le 5 février 1923 à Königsberg, province de Prusse-Orientale) est un juriste administratif du royaume de Prusse.

## Biographie
En tant que docteur en droit, Gramsch est administrateur de l'arrondissement de Braunsberg de 1892 à 1900. Il est président du district d'Allenstein (1908), du district de Gumbinnen (1913-1915) puis du district de Königsberg (1915-1923). En tant que conseiller supérieur il est président de la Commission d'établissement prussienne pour la Prusse-Occidentale et la Posnanie (1908-1913),.
Son fils, Friedrich Gramsch (de), est également fonctionnaire prussien et administrateur de l'arrondissement d'Heiligenbeil.